# Charlie Wilson (politico)
Charles Nesbitt Wilson (Trinity, 1º giugno 1933 – Lufkin, 10 febbraio 2010) è stato un politico e militare statunitense, ufficiale della Marina degli Stati Uniti e deputato democratico per il secondo distretto elettorale del Texas.

## Biografia
Charles Wilson è ricordato per aver coordinato l'operazione Cyclone, la più grande operazione segreta mai eseguita dalla CIA, che rifornì i mujaheddin afghani per combattere l'invasione sovietica dell'Afghanistan. 

## Biopic
Nel film La guerra di Charlie Wilson di Mike Nichols del 2007 è impersonato da Tom Hanks.